# Sergio Sega
Sergio Sega (Cadidavid, 17 febbraio 1927 – Verona, 20 marzo 1988) è stato un calciatore italiano.

## Carriera
Attaccante puro, dotato di grande senso del gol, cresce nella squadra dilettantistica del suo paese, il Cadidavid, e nel 1946 viene ceduto al Verona, dove si impone giovanissimo in Serie B, divenendo per tre anni consecutivi, nel 1947, 1948 e 1949, il capocannoniere gialloblù. Arrivato secondo in classifica nel 1950 dopo Guido Tavellin, Sega torna ad essere capocannoniere del Verona nel 1951.
Stranamente per questo calciatore emergente la Serie A stenta ad arrivare: dovrà attendere fino al 1952, quando viene acquistato dalla SPAL di Paolo Mazza e raggiunge il suo ex compagno di squadra al Verona Lucchi e l'altro veronese ed ex gialloblu, l'ormai anziano Pellicari. Il primo anno è molto positivo: Sega esordisce in Serie A il 14 settembre 1952 a Firenze e segna il suo primo gol nella massima serie il 19 ottobre del medesimo anno in casa con il Torino. In tutto per Sega un bilancio di 24 partite disputate e 11 centri; con questo bottino è il capocannoniere della SPAL davanti all'idolo locale Fontanesi e a Bülent; solo Morbello con 12 reti nel 1960 e Massei nel 1961 con 13 riusciranno a superarlo.
Mazza conferma i veronesi, convinto che l'anno successivo gli daranno molte soddisfazioni. Stavolta però il "mago di campagna" si sbaglia: Pellicari è ormai molto avanti con gli anni e Sega inspiegabilmente non si ripete, segnando solamente un goal, il 14 febbraio del 1954, decisivo per il pareggio di 2 a 2 contro l'Inter. Il solo Lucchi si salva, come del resto la SPAL, che riesce a malapena a salvarsi andando agli spareggi. L'avventura di Sega in Serie A finisce qui: 47 gare disputate più una partita di spareggio e 12 goal segnati complessivamente.
Torna nel 1954 al Verona assieme al giovane Stefanini I per tentare il rilancio, ma ormai per lui è il canto del cigno: solo 19 presenze e 4 centri in Serie B. Scende di nuovo di categoria, stavolta al Treviso in Serie C, ma anche con la squadra della Marca non convince, giocando in due campionati 52 partite e segnando solamente 4 reti. Nel 1957, pertanto, abbandona il calcio a soli 30 anni.
Con 224 gare e 73 reti segnate in 7 stagioni è il secondo miglior realizzatore di tutti i tempi del Verona, preceduto solo dall'italo-brasiliano Arnaldo Porta, ma l'unico che per ben quattro volte ne sia stato il capocannoniere (anche Tavellin lo fu, ma comprendendo il campionato di guerra).
È morto nel 1988, all'età di 61 anni.